# Cynthia C. Morton
Cynthia Casson Morton (1 de agosto de 1955) es una genetista estadounidense, profesora de la Facultad de Medicina de Harvard y directora de citogenética del Hospital Brigham and Women's.

## Biografía
Morton se graduó en 1973 en el Easton High School de Maryland y en 1977 en el College of William and Mary con una licenciatura en biología. En 1982 se doctoró en genética humana en el Medical College of Virginia.
Como posdoctorado trabajó en el Hospital Infantil de Boston y luego durante tres años y medio en el laboratorio de Philip Leder en el departamento de genética de la Facultad de Medicina de Harvard. En 1987, el eminente patólogo Ramzi Cotran la reclutó para ser directora de citogenética en el Brigham and Women's Hospital. En la Facultad de Medicina de Harvard es profesora William Lambert Richardson de Obstetricia, Ginecología y Medicina Reproductiva, así como profesora de patología. En el Brigham and Women's Hospital también ocupa la cátedra distinguida de obstetricia y ginecología Keneth J. Ryan, M.D. Es profesora adjunta en la Universidad de Mánchester.
Ha investigado sobre "citogenética molecular, sordera hereditaria, genética de los leiomiomas uterinos y trastornos del desarrollo humano". Las investigaciones realizadas por ella y sus colaboradores condujeron a la "identificación del primer gen implicado en los fibromas uterinos, el HMGA2".
Morton es autora o coautora de más de 300 artículos en revistas académicas. De 2005 a 2011 fue redactora jefe del American Journal of Human Genetics 
Está casada y tiene una hija y un hijo.

## Premios y honores
- 1997 - Premio Warner-Lamber / Parke-David[6] de la Sociedad Estadounidense de Patología Experimental[7]
- 2014 - Presidenta de la Sociedad Estadounidense de Genética Humana[1]
- 2015 - Miembro de la Asociación Estadounidense para el Avance de la Ciencia[8]